# Jarosław Darnikowski
Jarosław Darnikowski (Pabianice, 3 luglio 1971) è un ex cestista polacco.

## Carriera
Con la Polonia ha disputato i Campionati europei del 1997.